# Laeops gracilis
Laeops gracilis és un peix teleosti de la família dels bòtids i de l'ordre dels pleuronectiformes de les costes de les Filipines. Pot arribar als 16,5 cm de llargària.